# Sarnówko (województwo kujawsko-pomorskie)
Sarnówko (niem. Rehhorst) – osada leśna w województwie kujawsko-pomorskim, w powiecie żnińskim, w gminie Rogowo. Miejscowość wchodzi w skład sołectwa Gościeszyn.
W latach 1975–1998 miejscowość administracyjnie należała do województwa bydgoskiego.